# Szara plamistość liści ziemniaka
Szara plamistość liści ziemniaka (ang. grey leaf spot of tomato) – grzybowa choroba ziemniaka wywołana przez mikroskopijnego grzyba Stemphylium solani.
Chorobę wywołuje anamorfa tego patogena. Nazwę choroby podaje J. Marcinkowska i
„Słownik polskich nazw chorób uprawnych” podaje za przyczynę tej choroby Stemphylium botryosum, podobnie J. Macinkowska. Brak informacji o tej chorobie w polskich opracowaniach z zakresu fitopatologii. Według J. Marcinkowskiej patogen ten powoduje plamistość liści różnych gatunków roślin, w tym ziemniaka i występuje często razem z innymi gatunkami z rodzaju Stemphylium, np. Stemphylium vesicarium i Stemphylium globuliferum, które są sprawcami brunatnej plamistości liści lucerny. Jednak Georg Heinrich Weber za sprawcę podaje gatunek Stemphylium solani.

## Objawy
Grzyb powoduje małe szare plamy z żółtą otoczką, które ostatecznie stają się nekrotyczne, wysychają i pękają. Ciemne masy konidioforów tworzą się na brzegach plamy na obu powierzchniach liści. Przy dużym natężeniu choroby dochodzi do defoliacji. W rozsadnikach defoliacji towarzyszy wyraźne żółknięcie sadzonek.